# Close-up (filme de 1990)
Close-up (Close-up, tanto no Brasil quanto em Portugal) é um filme franco-iraniano de 1990, dirigido pelo cineasta Abbas Kiarostami, que ganhou a Palma de Ouro em Cannes pelo filme Gosto de Cereja (1997).
O longa de Kiarostami narra a história de um jovem iraniano que hospeda-se e pede financiamento a uma família de classe média alta de Teerã, admiradora das artes e especialmente do cinema. Para isso, passa-se por Mohsen Makhmalbaf, um dos mais prestigiados cineastas iranianos da atualidade.
Foi tema do filme Il giorno della prima de Close-up, curta-metragem dirigido pelo italiano Nanni Moretti.
Close-Up é considerado um dos maiores filmes de todos os tempos; na pesquisa Sight & Sound de 2012, foi eleito pela crítica um dos "50 melhores filmes de todos os tempos". Na pesquisa da crítica da Sight and Sound de 2022, foi classificado como o 17º melhor filme de todos os tempos.

## Elenco
- Hossain Sabzian como ele mesmo
- Mohsen Makhmalbaf como ele mesmo
- Abbas Kiarostami como ele mesmo
- Abolfazl Ahankhah como ele mesmo
- Mehrdad Ahankhah como ele mesmo
- Monoochehr Ahankhah como ele mesmo
- Mahrokh Ahankhah como ela mesma
- Haj Ali Reza Ahmadi como ele mesmo, o Juiz
- Nayer Mohseni Zonoozi como ela mesma
- Ahmad Reza Moayed Mohseni como ele mesmo, um amigo da família
- Hossain Farazmand como ele mesmo, um repórter
- Hooshang Shamaei como ele mesmo, um motorista de táxi
- Mohammad Ali Barrati como ele mesmo, um soldado
- Davood Goodarzi como ele mesmo, um sargento
- Hassan Komaili como ele mesmo, um escrivão
- Davood Mohabbat como ele mesmo, um escrivão